# 블랙풀 FC
블랙풀 FC(영어: Blackpool Football Club)는 잉글랜드 랭커셔주의 해안도시 블랙풀을 연고로 하는 축구 클럽이다.
블랙풀은 1887년에 창단되었고 홈 경기장은 블룸필드 로드로 1901년부터 사용되고 있다. 오렌지색의 로고와 유니폼이 특징이며 같은 지역의 프레스턴 노스 엔드와 강력한 라이벌 의식을 가지고 있다. 이는 '웨스트 랭커셔 더비'로 알려져 있다.
초대 발롱도르 수상자이자 팀의 전설인 스탠리 매슈스가 활약할 당시 FA컵에서 볼턴 원더러스를 꺾고 우승을 차지했는데 이는 '매슈스 파이널'로 불리며 블랙풀의 유일한 메이저 대회 우승 기록으로 남아 있다.

## 역대 우승 기록
리그
- 풋볼 리그 2부

우승 (1): 1929–30
- 풋볼 리그 챔피언십 플레이오프

우승 (1): 2009-10
- 풋볼 리그 1 플레이오프

우승 (1): 2006-07
- 풋볼 리그 4부 플레이오프 / 풋볼 리그 3부 플레이오프

우승 (2): 1991-92, 2000-01
컵
- FA컵

우승 (1): 1952-53
- 풋볼 리그 트로피

우승 (2): 2001-02, 2003-04
- 풋볼 리그 워 컵

우승 (1): 1942-43
- 앵글로-이탈리언 컵

우승 (1): 1971
- 사우스 웨스트 챌린지 컵

우승 (1): 1971
- 랭커셔 시니어 컵

우승 (7): 1935-36, 1936-37, 1941-42, 1953-54, 1993-94, 1994-95, 1995-96
- 랭커셔 주니어 컵

우승 (2): 1887-88, 1890-91

## 선수 명단

### 현역
참고: FIFA 자격 규정에 따라 소속된 국가대표팀 국기를 표시합니다. 선수는 복수의 FIFA 비회원국 국적을 가지고 있을 수 있습니다.
| 번호 | 포지션 | 국적 | 이름 |
| ---- | ------ | ---- | ---- |

| 번호 | 포지션 | 국적 | 이름 |
| ---- | ------ | ---- | ---- |

## 역대 감독
| 감독          | 임기        |
| ------------- | ----------- |
| 앨런 볼       | 1980 ~ 1981 |
| 샘 앨러다이스 | 1994 ~ 1996 |
| 폴 인스       | 2013 ~ 2014 |
| 믹 매카시     | 2023        |
| 스티브 브루스 | 2024 ~      |